# Тематичне моделювання

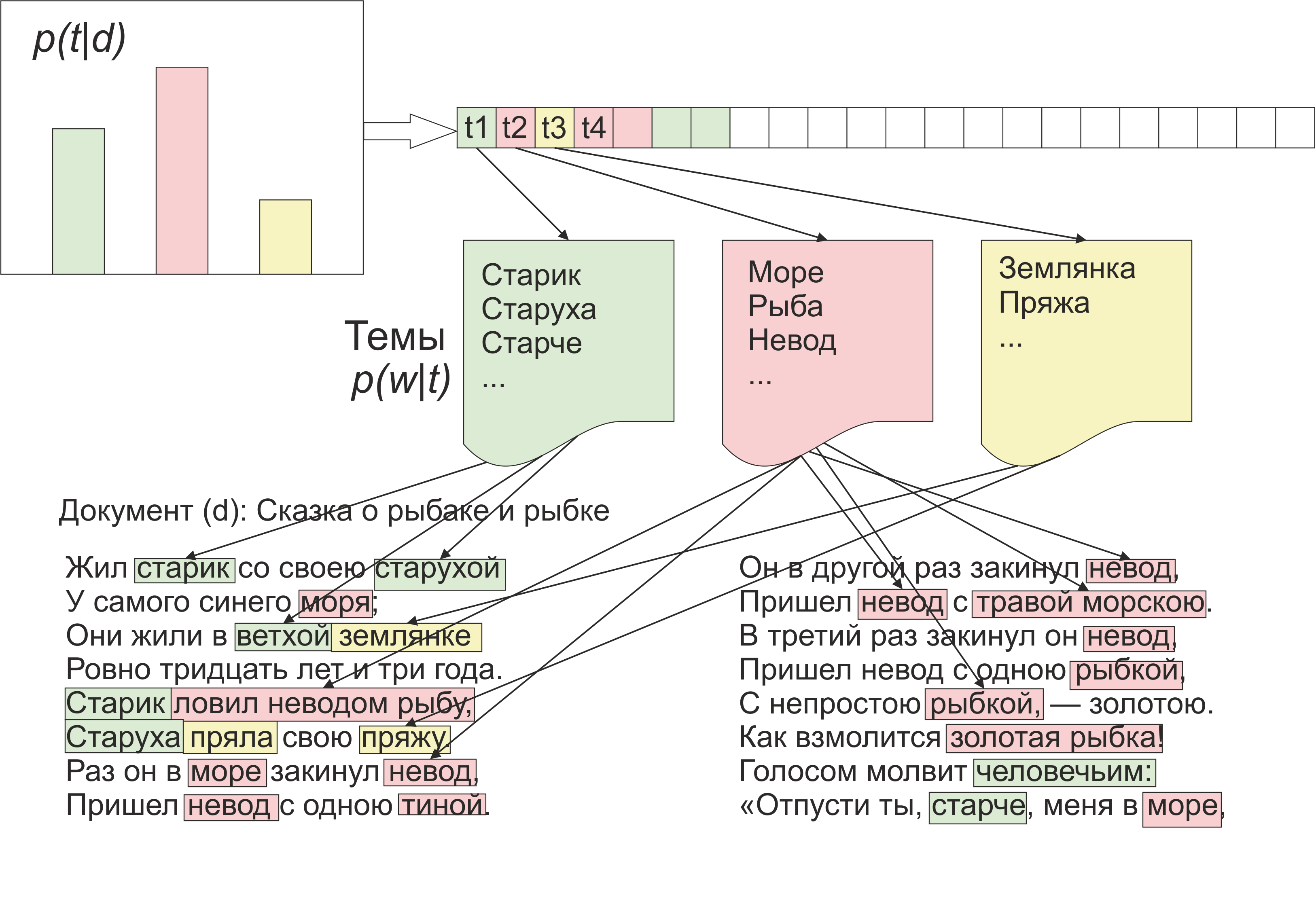
Побудова тематичної моделі документа:
— матриця шуканих умовних розподілів слів за темами
— матриця шуканих умовних розподілів тем за документами
— документ
— слово
— спостережувані змінні
— тема (прихована змінна)

Тематичне моделювання — спосіб побудови моделі колекції текстових документів, яка визначає, до яких тем належить кожен з документів.
Тематична модель (англ. topic model) колекції текстових документів визначає, до яких тем належить кожен документ, і які слова (терміни) утворюють кожну тему.
Перехід з простору термінів в простір знайдених тематик допомагає вирішувати синонімію і полісемію термінів, а також ефективніше вирішувати такі завдання як тематичний пошук, класифікація, сумаризація і анотація колекцій документів і новинних потоків.
Тематичне моделювання як вид статистичних моделей для знаходження прихованих тем, що зустрічаються в колекції документів, знайшло своє застосування в таких областях як машинне навчання і обробка природної мови. Дослідники використовують різні тематичні моделі для аналізу текстів, текстових архівів документів, для аналізу зміни тем у наборах документів[⇨]. Інтуїтивно розуміючи, що документ відноситься до певної теми, в документах, присвячених одній темі, можна зустріти деякі слова частіше за інші. Наприклад, слова «собака» і «кістка» зустрічаються частіше в документах про собак; «кішки» і «молоко» будуть зустрічатися в документах про кошенят, прийменники «в» та «на» будуть зустрічатися в обох тематиках. Зазвичай документ стосується кількох тем в різних пропорціях. Таким чином, для документу, в якому 10 % теми складають кішки, а 90 % теми — собаки, можна припустити, що слів про собак в 9 разів більше. Тематичне моделювання відображає цю інтуїцію в математичній структурі, яка дозволяє на підставі вивчення колекції документів і дослідження частотних характеристик слів в кожному документі зробити висновок, що кожен документ — це деякий баланс тем.
Найбільше застосування в сучасних додатках знаходять підходи, що ґрунтуються на Баєсових мережах — імовірнісних моделях на орієнтованих графах. Імовірнісні тематичні моделі — це відносно молода область досліджень в теорії некерованого навчання. Одним з перших був запропонований імовірнісний латентно-семантичний аналіз (PLSA)[⇨], заснований на принципі максимуму правдоподібності, як альтернатива класичним методам кластеризації, заснованим на обчисленні функцій відстані. Слідом за PLSA був запропонований метод прихованого розподілу Діріхле і його численні узагальнення[⇨].
Імовірнісні тематичні моделі здійснюють «м'яку» кластеризацію, дозволяючи документу або терміну відноситися відразу до декількох тем з різними ймовірностями. Імовірнісні тематичні моделі описують кожну тему дискретним розподілом на множині термінів, кожен документ — дискретним розподілом на множині тем. Передбачається, що колекція документів — це послідовність термінів, обраних випадково і незалежно з суміші таких розподілів, і ставиться завдання відновлення компонентів суміші по вибірці[⇨].
Хоча тематичне моделювання традиційно описувалося і застосовувалося в обробці природної мови, воно знайшло своє застосування і в інших областях, наприклад, таких як біоінформатика.

## Історія
Перший опис тематичного моделювання з'явилося в роботі Рагавана, Пападімітріу, Томакі і Вемполи 1998 року. Томас Гофман в 1999 році запропонував імовірнісне приховане семантичне індексування (PLSI). Одна з найпоширеніших тематичних моделей – це латентне розміщення Діріхле (LDA). Ця модель є узагальненням імовірнісного семантичного індексування і розроблена Девідом Блеєм, Ендрю Ином і Майклом Джорданом у 2002 році. Інші тематичні моделі, як правило, є розширенням LDA, наприклад, розміщення патінко покращує LDA за рахунок введення додаткових кореляційних коефіцієнтів для кожного слова, яке становить тему.

### Тематичні дослідження
Темплтон зробив огляд робіт з тематичного моделювання в гуманітарних науках, згрупованих за синхронним і діахронічним підходом. Синхронні підходи виділяють теми в певний момент часу, наприклад, Джокерс за допомогою тематичної моделі досліджував, про що писали блогери в День цифрових гуманітарних наук в 2010 році.
Діахронічні підходи, включаючи визначення Блока та Ньюмана про часову динаміку тем у Пенсільванській газеті 1728-1800 року. Грифітс і Стейверс використовували тематичне моделювання для оглядів журналу PNAS, визначали зміни популярності тем з 1991 по 2001 рік. Блевін створив тематичну модель щоденника Марти Балладс. Мімно використовував тематичне моделювання для аналізу 24 журналів з класичної філології та археології за 150 років, щоб визначити зміни популярності тем і дізнатися, наскільки сильно змінилися журнали за цей час.

## Алгоритми тематичного моделювання
У роботі Девіда Блея «Введення в тематичне моделювання» розглянуто найбільш популярний алгоритм – Латентне розміщення Діріхле[⇨]. На практиці дослідники використовують одну з евристик методу максимальної правдоподібності, методи сингулярного розкладу (SVD), метод моментів, алгоритм, заснований на невід'ємній матриці факторизації (NMF), імовірнісні тематичні моделі, імовірнісний латентно-семантичний аналіз, латентне розміщення Діріхле. У роботі Воронцова К. В. розглянуто варіації основних алгоритмів тематичного моделювання: робастна тематична модель, тематичні моделі класифікації, динамічні тематичні моделі, ієрархічні тематичні моделі, багатомовні тематичні моделі, моделі тексту як послідовності слів, багатомодальні тематичні моделі .
Імовірнісні тематичні моделі засновані на наступних припущеннях:
- Порядок документів у колекції не має значення
- Порядок слів у документі не має значення, документ – мішок слів
- Слова, що зустрічаються часто в більшості документів, не важливі для визначення тематики
- Колекцію документів можна представити як вибірку пар документ-слово {\displaystyle (d,w)} , {\displaystyle d\in D}, {\displaystyle w\in {\mathit {W}}_{d}}
- Кожна тема {\displaystyle t\in T} описується невідомим розподілом {\displaystyle p({\mathit {W}}|t)} на множині слів {\displaystyle w\in {\mathit {W}}}
- Кожен документ {\displaystyle d\in D} описується невідомим розподілом {\displaystyle p(t|d)} на множині тем {\displaystyle t\in T}
- Гіпотеза умовної незалежності {\displaystyle p(w|t,d)=p(w|t)}

Побудувати тематичну модель – значить, знайти матриці {\displaystyle \Phi =||p(w|t)||} та {\displaystyle \Theta =||p(t|d)||} по колекції {\displaystyle {\mathit {D}}}. У більш складних імовірнісних тематичних моделях деякі з цих припущень замінюються більш реалістичними.

### Імовірнісний латентно-семантичний аналіз

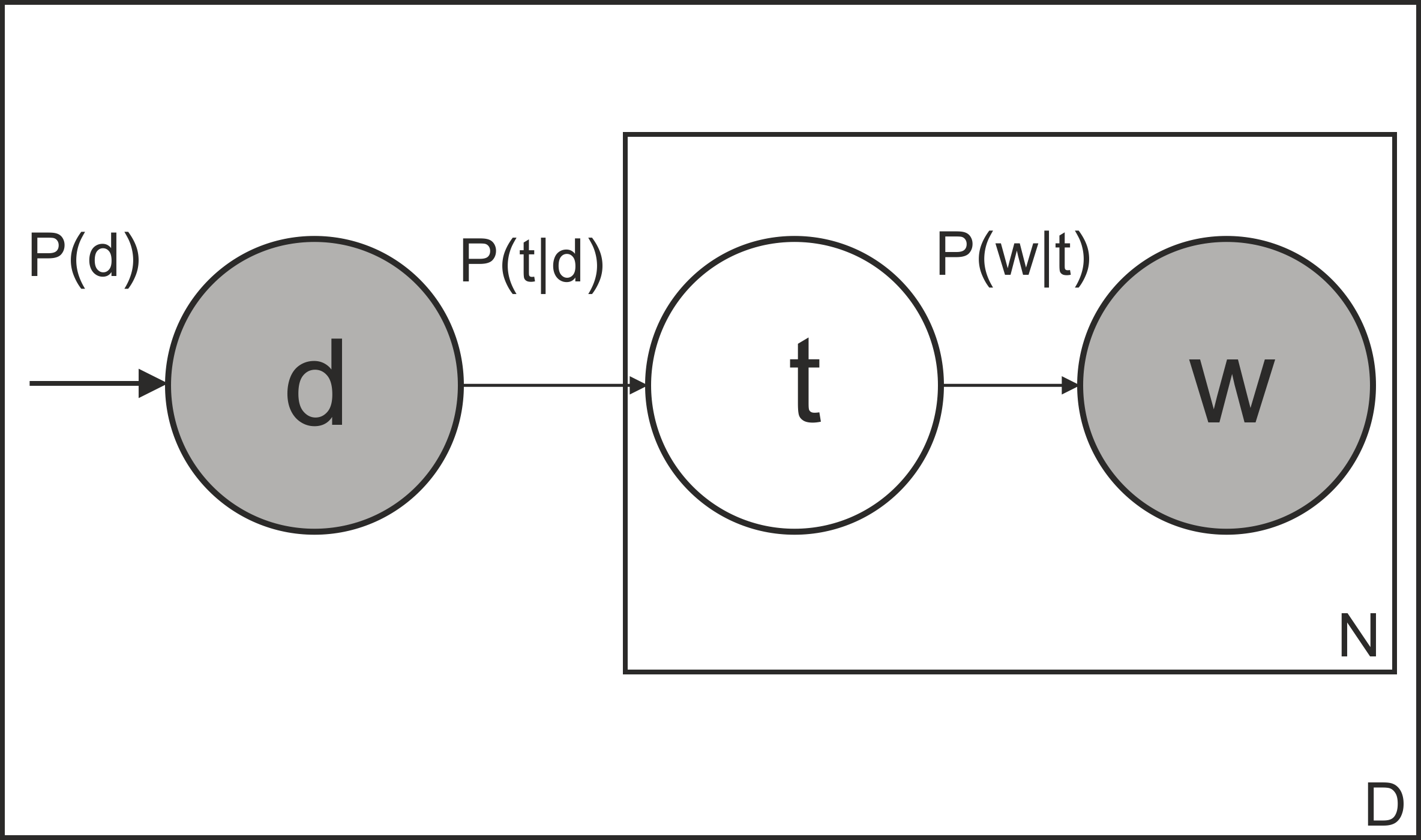
Імовірнісний латентно-семантичний аналіз (PLSA). — документ, — слово, — спостережувані змінні, — тема (прихована змінна), — апріорний розподіл на множині документів, — шукані умовні розподілу, — колекція документів, — довжина документа в словах

Імовірнісний латентно-семантичний аналіз (PLSA) запропонований Томасом Гофманом у 1999 році. Імовірнісна модель появи пари «документ-слово» може бути записана трьома еквівалентними способами:
{\displaystyle p(d,w)=\sum _{t\in T}p(t)p(w|t)p(d|t)=\sum _{t\in T}p(d)p(w|t)p(t|d)=\sum _{t\in T}p(w)p(t|w)p(d|t)}
де {\displaystyle T} — множина тем;
{\displaystyle p(t)} — невідомий апріорний розподіл тем у всій колекції;
{\displaystyle p(d)} — апріорний розподіл на множині документів, емпірична оцінка {\displaystyle p(d)=n_{d}/n} , де {\displaystyle n=\sum _{d}n_{d}} — сумарна довжина всіх документів;
{\displaystyle p(w)} — апріорний розподіл на множині слів, емпірична оцінка {\displaystyle p(w)=n_{w}/n}, де {\displaystyle n_{w}} — число входжень слова {\displaystyle w} в усі документи;
Шукані умовні розподілу {\displaystyle p(w|t),p(t|d)} виражаються через {\displaystyle p(t|w),p(d|t)} за формулою Баєса:
{\displaystyle p(w|t)={\frac {p(t|w)p(w)}{\sum _{w'}p(t|w')p(w')}};\qquad p(t|d)={\frac {p(d|t)p(t)}{\sum _{t'}p(d|t')p(t')}}.}
Для ідентифікації параметрів тематичної моделі по колекції документів застосовується принцип максимуму правдоподібності, який призводить до задачі максимізації функціоналу
{\displaystyle \sum _{d\in D}\sum _{w\in d}n_{dw}\ln \sum _{t\in \mathrm {T} }\varphi _{wt}\theta _{td}\to \max _{\Phi ,\Theta },}
при обмеженнях нормування
{\displaystyle \sum _{w}p(w|t)=1,\;\sum _{t}p(t|d)=1,\;\sum _{t}p(t)=1,}
де {\displaystyle n_{dw}} — число входжень слова {\displaystyle w} у документ {\displaystyle d}. Для вирішення даної оптимізаційної задачі зазвичай застосовується EM-алгоритм.
Основні недоліки PLSA:
- Число параметрів зростає лінійно по числу документів в колекції, що може призводити до перенавчання моделі.
- При додаванні нового документа {\displaystyle d} у колекцію, розподіл {\displaystyle p(t|d)} неможливо обчислити за тими ж формулами, що і для інших документів, не перебудовуючи всю модель заново.

### Латентне розміщення Діріхле
Метод латентного розміщення Діріхле (LDA) був запропонований Девідом Блеєм у 2003 році.

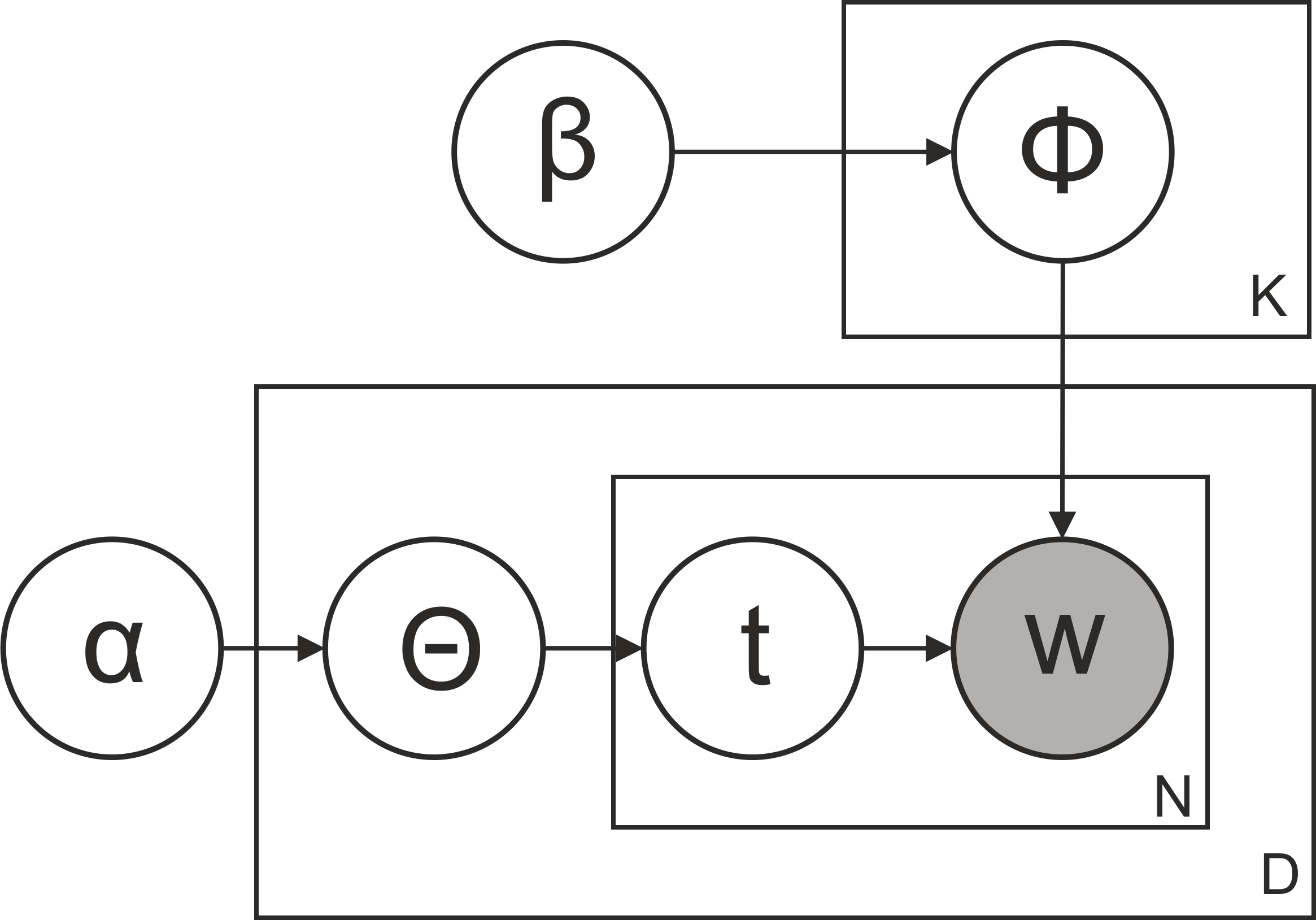
Латентне розміщення Діріхле (LDA). : — слово (спостережувана змінна) : — тема (прихована змінна) : — колекція документів : — довжина документа в словах : — кількість тем в колекції : — розподіл тем у документі : — розподіл слів в темі

У цьому методі усунені основні недоліки PLSA.
Метод LDA заснований на тій самій імовірнісній моделі:
{\displaystyle p(d,w)=\sum _{t\in T}p(d)p(w|t)p(t|d),}
при додаткових припущеннях:
- вектори документів {\displaystyle \theta _{d}={\bigl (}p(t|d):t\in T{\bigr )}} породжуються одним і тим же імовірнісним розподілом на нормованих {\displaystyle |T|}-мірних векторах; цей розподіл зручно взяти з параметричного сімейства розподілів Діріхле {\displaystyle \mathrm {Dir} (\theta ,\alpha ),\;\alpha \in \mathbb {R} ^{|T|}};
- вектори тем {\displaystyle \phi _{t}={\bigl (}p(w|t):w\in W{\bigr )}} породжуються одним і тим же імовірнісним розподілом на нормованих векторах розмірності {\displaystyle |W|}; цей розподіл зручно взяти з параметричного сімейства розподілів Діріхле {\displaystyle \mathrm {Dir} (\theta ,\beta ),\;\beta \in \mathbb {R} ^{|W|}}.

Для ідентифікації параметрів моделі LDA по колекції документів застосовується семплювання Гіббса, варіаційний баєсівський висновок або метод поширення очікування.

### Програмне забезпечення та програмні бібліотеки
- Малет (програма)
- Інструментарій Стенфордського університету з тематичного моделювання
- GenSim — «тематичне моделювання для людей»
- LDA C# LDA in Infer.NET